# Schleppenburg (Bad Iburg)
Die Schleppenburg war eine Wasserburg und ein Rittergut in Bad Iburg (Niedersachsen).

## Lage
Die Schleppenburg war eine Niederungsburg, die südlich des ehemaligen Fleckens Iburg lag. Sie befand sich im heutigen Bad Iburger Stadtteil Glane. Früher gehörte das Gebiet zur Bauerschaft Visbeck.
Westlich der einstigen Schleppenburg führt die Bundesstraße 51, die im Gebiet Bad Iburgs Münsterstraße heißt, nach Süden in Richtung Glandorf. Zum einstigen Standort der Burg führt von der Bundesstraße die Straße „An der Schleppenburg“ nach Osten.
Zwischen der Bundesstraße und der ehemaligen Burg fließt der Glaner Bach in Richtung Ems. Er speiste den Burggraben. Gut einen Kilometer nördlich liegt Burg Scheventorf, die ebenfalls ein Rittergut und eine Wasserburg war.

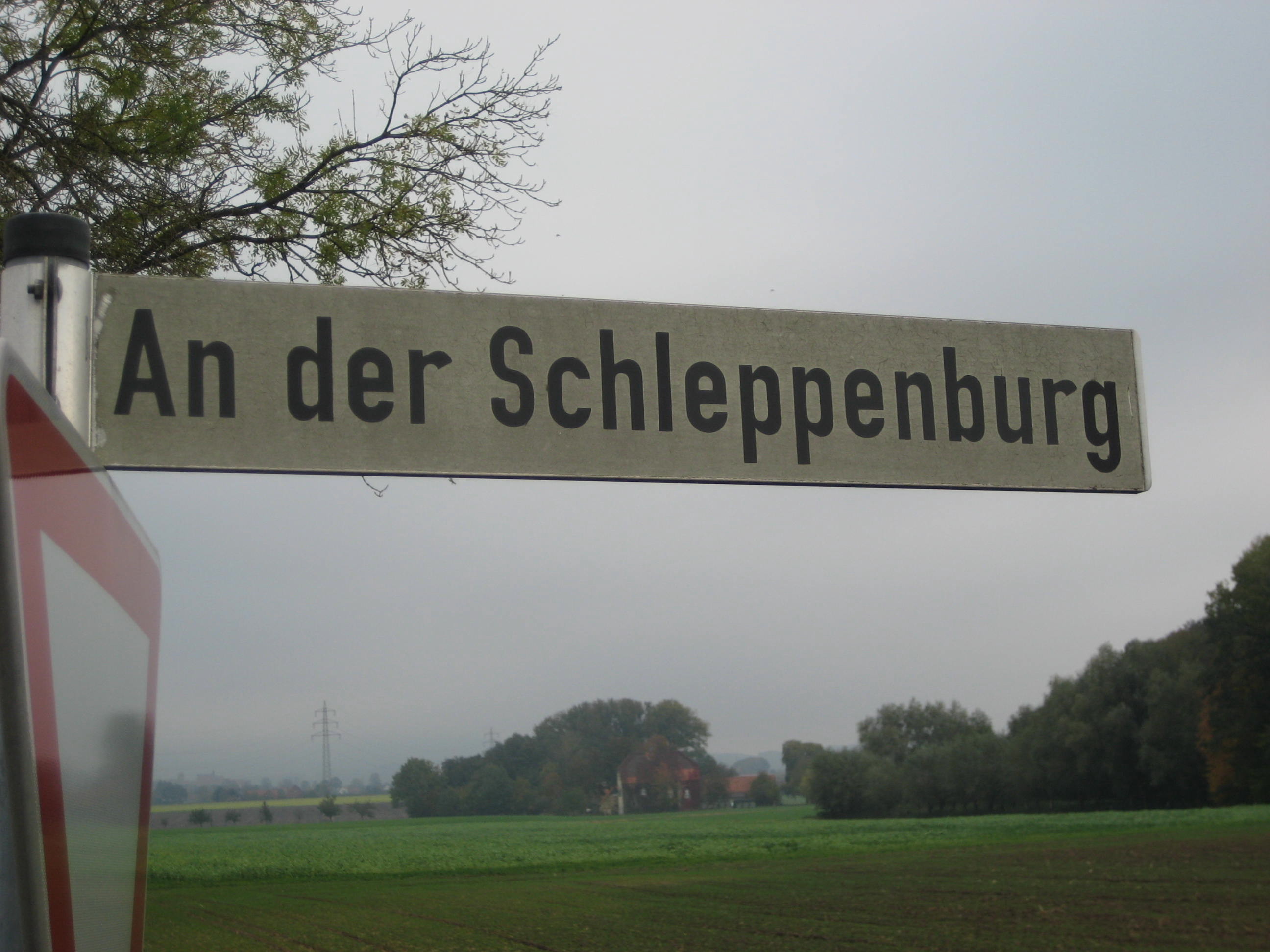
An der Schleppenburg, im Hintergrund Burg Scheventorf

## Geschichte
Den Namen Schleppenburg trugen zwei Adelssitze im heutigen Landkreis Osnabrück. Der weitere befand sich in Alfhausen, das zur Samtgemeinde Bersenbrück gehört. Diese Burg gehörte zum Lehen der Grafen von Tecklenburg. Dort hatte das Geschlecht der von Slepedorp seinen Sitz. Vermutlich gründete diese Familie auch die Schleppenburg im heutigen Gebiet von Bad Iburg; sie war ebenfalls Tecklenburger Lehen. In Iburger Urkunden wurde 1358 Johann von Slepedorp genannt. Beide Güter waren um 1400 im Besitz der Familie von Sladen. Durch die Heirat Elseke von Sladens mit Albert von Buck zu Willenburg fiel die Iburger Schleppenburg ihrem Ehemann zu, nach ihm ging sie an den gemeinsamen Sohn Ludwig von Buck. Die Ehe seines Sohns Johann von Buck mit Anna von der Streithorst zu Streithorst blieb ohne Kinder.
Die Schleppenburg ging über Aleke von Buck, vermutlich Johanns Schwester, an ihren Ehemann Ludwig von Borghorst gen. Kerstapel zu Kirchstapel. Der Sohn Johann erhielt die Schleppenburg im Jahr 1558. Die Burg blieb im Besitz der Familie, bis sie 1639 an Arnold Hausbrandt verkauft wurde. Damit endete die Zeit der Lehnsnahme von Burg und Gut, sie konnten als Allod fortan frei veräußert werden. Hausbrandt, Geheimer Rat und Kanzler in Tecklenburger Dienst, verkaufte die Schleppenburg 1651 an Johann Wilhelm von Kratz. 1663 ging die Schleppenburg für 9.000 Taler an Georg Christoph von Hammerstein, den Hofmarschall des protestantischen Osnabrücker Fürstbischofs Ernst August I. Hammerstein hatte bereits 1662 die benachbarte Burg Scheventorf gekauft. Beide Güter blieben nicht lange in seinem Besitz. Zusammen mit Scheventorf und deren Ländereien tauschte er die Schleppenburg am 26. Januar 1664 gegen das bischöfliche Gut Gesmold ein. Auf diese Weise vergrößerte der Fürstbischof, der mit seiner Familie in Schloss Iburg residierte, seine Ländereien in der Nähe vergrößern und die Hofhaltung aus der Landwirtschaft der Güter versorgen.
Georg Christoph von Hammerstein behielt sich beim Tausch die Landtagsfähigkeit und andere Rechte wie die Jagd vor. Sie gingen 1673 auf den Burgmannshof, den Drostenhof, in Iburg über. An den Drostenhof erinnert noch eine Straßenbezeichnung südöstlich des Schlosses. Im Staatsarchiv Münster ist ein Pergament-Dokument vom 31. Juli 1755 erhalten, das die Freilassung von Elvers Cord Wiemann aus dem Kirchspiel Lienen, der den Domanialgütern Scheventorf und Schleppenburg zugehörig war, durch Fürstbischof Clemens August von Osnabrück bestätigt.
Wie Burg Scheventorf befand sich die Schleppenburg bis zur Säkularisation 1803 im Besitz des Bistums Osnabrück und war anschließend domänenfiskalischer Besitz. Die Güter Schleppenburg und Scheventorf wurden 1885 in den heutigen Bad Iburger Stadtteil Ostenfelde eingegliedert.

## Schleppenburg heute
Das Herrenhaus der Burg ist nicht erhalten; der Burggraben wurde zugeschüttet. Das Viehhaus aus dem Jahre 1614 steht noch, ebenso der Pferdestall mit Wohnräumen aus dem Jahre 1850. Beide Gebäude werden zurzeit restauriert. Die Gräfte soll wieder hergestellt werden.
Die Restaurierungsarbeiten werden durch den Verein zur Förderung der historischen Gutsanlage Schleppenburg e.V. unterstützt.
Im September 2014 fand an der Schleppenburg ein großes "Historisches Wochenende" statt. Anlass war, dass vor 300 Jahren die Welfen den englischen Thron bestiegen. Veranstalter waren die King’s German Legion (KGL), die „Napoleonische Gesellschaft e.V.“ sowie der „Förderverein Schleppenburg e.V.“ Besonderer Gast und Schirmherr der Veranstaltung war Prinz Heinrich von Hannover. Gut 100 Akteure waren beteiligt. An den beiden Tagen wurden jeweils Gefechte nachgestellt.